# 阿里卡加市

阿里卡加市（西班牙語：Municipio Aricagua），是委內瑞拉的一個市，位於該國西部梅里達州，首府設於阿里卡加，面積948平方公里，主要經濟活動是農業，2013年人口4,551，人口密度每平方公里4.81人。